# Jesper Brodin
Jesper Brodin, né à Göteborg en 1968, est un chef d'entreprise suédois. Il est président-directeur général du groupe Ikea depuis 2017.

## Biographie

### Jeunesse et études
Né en 1968 à Göteborg, en Suède, Brodin a obtenu une maîtrise en génie industriel à l'Université de technologie de Chalmers en 1994.

### Carrière chez Ikea
Il est embauché chez Ikea en 1995 à un poste d'acheteur au Pakistan, avant de prendre la direction de l'Asie du sud-est pour les achats. 
En 1999, Jesper Brodin part à Älmhult, à 400 km au sud de Stockholm, là où Ingvar Kamprad a fondé Ikea. Il devient l'assistant du fondateur pendant trois ans, puis gravit les échelons, faisant des achats l'une de ses spécialités.

#### Nomination à la tête de l'entreprise
En mai 2017, Ikea annonce que Jesper Brodin est choisi pour remplacer Peter Agnefjäll au poste de PDG du groupe et il lui succède officiellement le 1er septembre de la même année.

### Vie privée
Brodin est marié et père de trois enfants.